# Pegah Ferydoni
Pegah Ferydoni (in persiano پگاه فریدونی‎; Teheran, 25 giugno 1983) è un'attrice iraniana naturalizzata tedesca.

## Biografia
Proviene da una famiglia di artisti iraniani. Quando aveva due anni, i suoi genitori sono fuggiti con lei dal regime dei Khomeni per rifugiarsi in Germania. Ha trascorso l'infanzia e la giovinezza nel quartiere berlinese di Reinickendorf, dove si è diplomata al liceo europeo Bertha von Suttner nel 2002. Ha studiato filosofia per tre semestri all'Università di Potsdam.

### Carriera
Dopo aver interpretato il suo primo ruolo nel cortometraggio Skifahren unter Wasser, nel 2003, si è fatta conoscere al grande pubblico a metà degli anni 2000 nonostante non avesse frequentato alcuna scuola di recitazione. Il primo lungometraggio in cui ha recitato, Folge der Feder!, ha partecipato a festival cinematografici internazionali e ha vinto il premio del pubblico al Mannheim-Heidelberg Film Festival nel 2004. Per il ruolo di Yağmur Öztürk nella fortunata serie Kebab for Breakfast (Türkish für Anfänger) ha vinto il German Television nel 2006 nella categoria Best Series / Best Actor Series (insieme a Josefine Preuß, Anna Stieblich, Adnan Maral, Elyas M ' Barek Emil Reinke e Axel Schreiber) e il Premio Adolf Grimme 2007 nella categoria intrattenimento (insieme all'headwriter Bora Drachtkin, ai registi Edzard Onneken e Oliver Schmitz e ai loro colleghi dell'ensemble).
Ha poi partecipato alle serie TV SOKO 5113, Tatort e Kommissarin Lucas .
Nel 2009 ha interpretato un ruolo nel film drammatico Donne senza uomini dell'artista iraniana Shirin Neshat.
Da maggio 2011 a inizio 2013 ha moderato settimanalmente il programma di cultura giovane zdf.kulturpalast e Berlinale Studio sul canale Rundfunk Berlin-Brandenburg.
Dal 2019 interpreta il ruolo dell'investigatrice criminale Sarah Khan nella serie TV SOKO Hamburg.

## Filmografia parziale

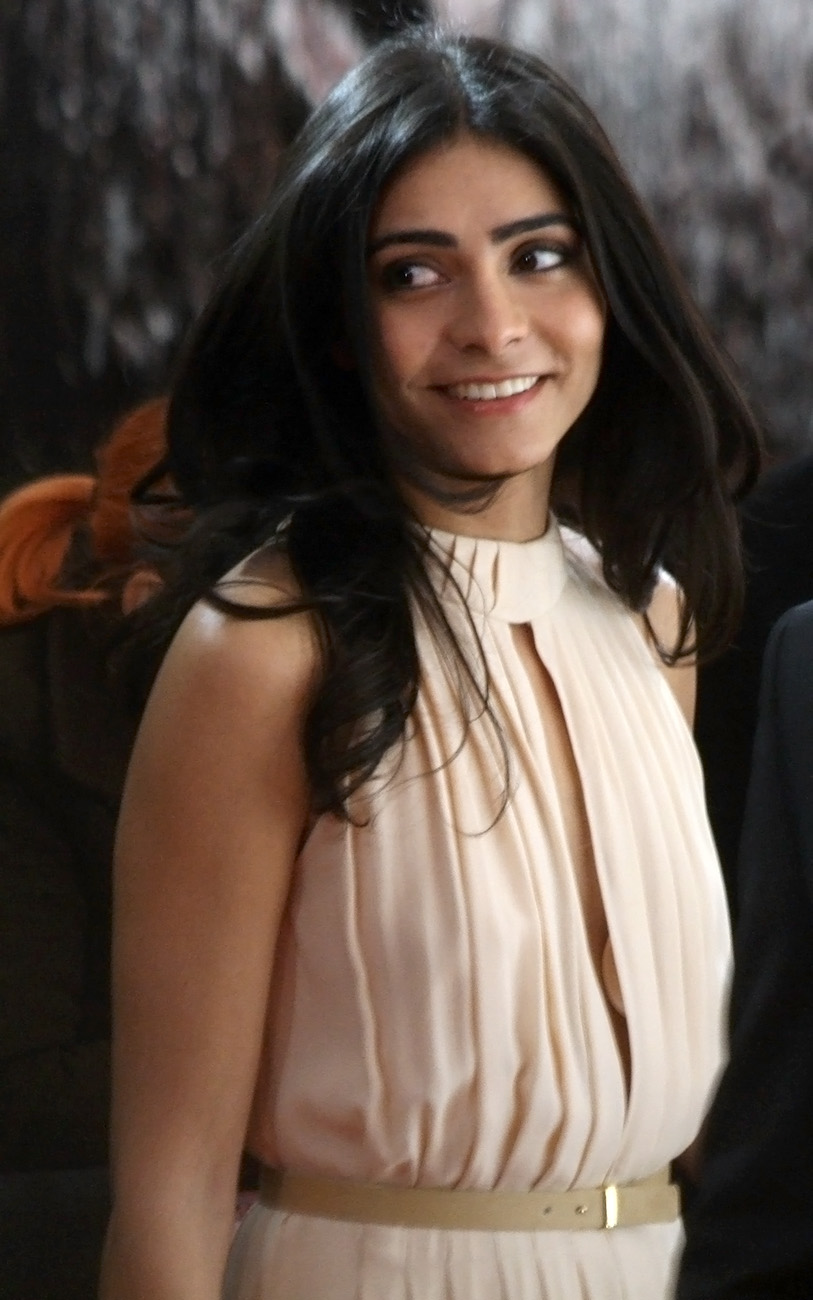
Pegah Ferydoni nel 2012

### Televisione
- 14º Distretto (Großstadtrevier) – serie TV (2003)
- Soko 5113 (SOKO München) – serie TV (2004)
- König von Kreuzberg – serie TV (2005)
- Kebab for Breakfast (Türkisch für Anfänger) – serie TV, 52 episodi (2006-2008)
- Sophie (Typisch Sophie) – serie TV (2005)
- Der letzte Zeuge – serie TV (2005)
- Kommissarin Lucas – Skizze einer Toten – serie TV (2006)
- Sperling – serie TV (2006)
- Tatort – Liebe am Nachmittag – serie TV (2006)
- Squadra Speciale Colonia (SOKO Köln) – serie TV (2006)
- Die Anwälte – serie TV (2006)
- Peer Gynt – film TV (2006)
- Hamburg Distretto 21 (Notruf Hafenkante) – serie TV (2007)
- Il commissario Schumann (Der Kriminalist) – serie TV (2007-2010)
- Freiwild. Ein Würzburg-Krimi – serie TV (2008)
- Doctor’s Diary – serie TV (2008)
- Sklaven und Herren – film TV (2008)
- Wenn wir uns begegnen – film TV (2008)
- Tatort – Baum der Erlösung – serie TV (2009)
- Un caso per due (Ein Fall für zwei) – serie TV (2009)
- Der verlorene Sohn – film TV (2009)
- Bella Vita – film TV (2010)
- Bella Australia – film TV (2012)
- Mit geradem Rücken – film TV (2012)
- Der Cop und der Snob – serie TV (2012)
- Ultima traccia: Berlino (Letzte Spur Berlin) – serie TV (2013)
- Die Kulturakte – serie TV (2013)
- Frauen, die Geschichte machten – serie TV, episodio 1x01 (2013)
- Der Lack ist ab – serie TV (2015)
- Nachtschicht – Der letzte Job – serie TV (2016)
- Helen Dorn – Gefahr im Verzug – serie TV (2016)
- Sibel & Max – serie TV (2016)
- Squadra Omicidi Istanbul (Mordkommission Istanbul) – serie TV (2017)
- Tödliche Geheimnisse – film TV (2017)
- Fluss des Lebens – Geboren am Ganges
- Keine zweite Chance – film TV (2017)
- Die Kinderüberraschung – film TV (2018)
- SOKO Potsdam – serie TV (2018)
- Pastewka – serie TV (2018)
- In aller Freundschaft – serie TV (2018)
- Tatort – Die harte Kern – serie TV (2019)
- Die Informantin – Der Fall Lissabon – film TV (2019)
- Der Sommer nach dem Abitur – film TV (2019)
- SOKO Hamburg – serie TV (2019-in produzione)
- Isi & Ossi – film TV (2020)
- Sekretärinnen – Überleben von 9 bis 5 – serie TV (2020)
- Tödliche Geheimnisse – Das Versprechen – film TV (2020)
- Professor T. – serie TV (2020)
- A Murder at the End of the World – miniserie TV (2023)

#### Conduttrice
- zdf.kulturpalast (2011-2017)

### Cinema
- Skifahren unter Wasser – cortometraggio (2003)
- Folge der Feder! (2004)
- Donne senza uomini (زنان بدون مردان, Zanan-e bedun-e mardan), regia di Shirin Neshat (2009)
- Zweiohrküken, regia di Til Schweiger (2009)
- Ayla, regia di Su Turhan (2010)
- Maga Martina 2 - Viaggio in India (Hexe Lilli - Die Reise nach Mandolan), regia di Harald Sicheritz (2011)
- Türkisch für Anfänger, regia di Bora Dağtekin (2012)
- 300 Worte Deutsch (2013)
- Hey Bunny (2016)
- Die defekte Katze (2018)
- Der letzte Mieter (2018)

## Doppiatrici italiane
Nelle versioni in italiano nelle opere in cui ha recitato, Pegah Ferydoni è stata doppiata da:
- Francesca Manicone in Maga Martina 2 - Viaggio in India, A Murder at the End of the World
- Barbara Villa in Kebab for Breakfast
- Ilaria Latini in Donne senza uomini